# Apples and Oranges
Apples and Oranges és el tercer senzill del grup anglès Pink Floyd editat al Regne Unit, i l'últim tema escrit per Syd Barrett. La cara-B va ser «Paint Box», escrita per Richard Wright. La cançó tracta sobre una noia a qui el narrador coneix al supermercat. És una del grapat de cançons de Pink Floyd que tracten directament amb l'amor.
La cançó va ser enregistrada poc abans de la gira nord-americana de la banda, els dies 26 i 27 d'octubre.

## Crèdits
- Syd Barrett: veu principal, guitarra
- Roger Waters: baix, cor
- Rick Wright: piano, orgue, cor
- Nick Mason: bateria, percussió